# Cinara nimbata
Cinara nimbata är en insektsart som beskrevs av Hottes 1954. Cinara nimbata ingår i släktet Cinara och familjen långrörsbladlöss. Inga underarter finns listade i Catalogue of Life.